# Prey (TV-serie)
Prey, är en kortlivad amerikansk science fiction TV-serie som gick en säsong om 13 episoder under 1998 på ABC.
Filmen utspelar sig i en tämligen nära framtid, där möjligheten att snabbt kartlägga och jämföra arters hela genom är utvecklad. Detta kommer väl till pass, när nitiska forskare i jakten på en seriemördare upptäcker att dennes DNA avviker så mycket från människans att man har att göra med en helt ny mer avancerad art. Motivet finns i många science fiction-framställningar och här serveras en variant på hur de evolutionära problemen kan komma att hanteras av huvudkontrahenterna.

## I rollerna
- Debra Messing – Dr Sloan Parker, ung nyfiken forskare, protagonist
- Adam Storke – Tom Daniels, föregiven FBI-agent men avvikare i den nya arten
- Larry Drake – Dr Walter Attwood, ny lab-chef med hemlig regeringskontakt
- Frankie Faison – Ray Peterson, lokal poliskommissarie som engagerar sig i fallet
- Vincent Ventresca – Dr Ed Tate, ung forskare, Parkers kollega och vän
- Roger Howarth – Randall Lynch (4 första episoderna), seriemördare
- Megahn Perry – Kelly Hammond (4 episoder), liftande flicka som manipuleras av Lynch
- Alexandra Hedison – Attwoods boss (7 episoder),
- James Morrison – Lewis (3 episoder), ledare och agentinstruktör för den nya rasen

## Särdrag hos den nya arten
De nya människorna, som mot seriens slut ges vetenskapligt namn som Homo Dominus, är smartare och mer aggressiva än människan. De är övertygade om att de, som en överlägsen form av liv, har rätt att underkuva sina mänskliga kusiner med vilka medel som helst. De uttrycker ofta en antipati mot vanliga människor som gränsar till rasism. Deras aggression porträtteras som en instinktiv genetisk egenskap, som visar sig även hos små barn. Dominanta visar också förmåga att skärma medvetandet hos de andra, och Daniels anger att de har förmågan att känna andras känslor, vilket tyder på att de kan vara partiella empater.
De dominanta kan existera bekvämt i betydligt varmare klimat än människan, de svettas knappt ens i djup ökenförhållanden, trots sin ljusa hudfärg. De har ett mindre kranium, men deras hjärnor visar mycket större synaptisk sammankoppling. Vidare hävdar agent Daniels att medlemmarna av hans art har förmågan att känna av varandra, och drar en jämförelse med den tillhörighet som delas av en flock vargar på jakt. 
Utgångspunkt för deras ursprung för så kort tid som för 100 år sedan avslöjas vara en övergiven begraven by i Oaxaca, Mexiko. Platsen betraktar de dominanta som helig. Det är också platsen för en mystisk monolit med förvillande skrift på ytan, vars budskap delvis lyckas dem att tyda som en stjärnbild, i vilken en komet snart bör visa sig igen. De hittar mumifierade rester av en gravid dominant 10-årig flicka med fyra foster, som visar att artens honor har fyra livmodrar. Sloan Parker kalkylerade från detta att det kan finnas så många som 200.000 medlemmar av den nya arten.   
Det visar sig finnas grupper av människor som känner till de dominanta och samarbetar med dem. Likaså finns det enstaka grupper av Dominanta som likt Daniels önskar samexistera fredligt med vanliga människor. 
Tekniskt använder de dominanta olika märkliga gentekniker i försök att "omvandla" allt fler människor till deras egen art. De arbetar också med kloning och nanoteknik. 
Några avsnitt i serien skildrar den framväxande mellanartlig romansen mellan dr Sloan Parker och agent Tom Daniels.

### Tveksamma evolutionära förklaringar
Neandertalmänniskan beskrivs som en art som Homo Sapiens utrotade som ett resultat av evolutionens gång. På samma sätt skulle det nu vara dags för vår egen undergång.
Genetisk avvikelse i DNA på 1,6 % hos en funnen fästing i förhållande till något icke uppgivet antas kunna skapa samma skillnad hos människa vid implantat. Samma procentuella avvikelse från norm hos labbets småapor skapar samma aggressivitet mot ursprungsarten som mellan människorna.

## Yttre handling
Berättelsen handlar om Dr Sloan Parker, en antropolog som jobbar mycket hängivet på ett biomedicinskt laboratorium, där man bedriver forskning om genetisk variation i mänskliga populationer. Hennes chef och mentor, Dr Ann Coulter, genetiker, arbetar på en teori om att det våldsamma beteendet hos vissa brottslingar kan ha en genetisk grund. Hon har kallats att vittna som expert mot en särdeles grym seriekidnappare/mördare och blir utan att förvånas hotad till livet av honom. Hon har för dr Parker låtit antyda att hennes undersökning avslöjat något ytterst sensationellt. Några dagar senare hittar Parker henne död i labbet. Tom Daniels dyker upp, identifierar sig som FBI-agent, och beslagtar labbchefens material. Parker går igenom resterna av sin chefs material och blir misstänksam, när hon finner att information är raderad. Hennes sökande leder åter till den nu dömde seriemördaren Lynch och hon får ett DNA-prov från denne. En analys visar att hans genuppsättning avviker 1,6 % från människans och att han alltså är en helt ny art av primatsläktet människor.
Tom Daniels dyker sedan ofta upp och när Parker tycker det börjar bli obehagligt, lyckas hon lura till sig ett hårstrå som hon testar. Det visar sig att Daniels också tillhör den nya rasen. Han dyker upp för att mörda henne, men han ångrar sig. Han tvingas nu på flykt från sina artfränder. Daniels ansluter sig till Parkers och de andras på labbet kamp mot den nya arten, som är ute efter att eliminera människorna.

### Episoderna
1. Existensen
2. Upptäckten
3. Förföljelsen
4. Ursprungen
5. Avslöjandena
6. Infiltrationen
7. Transformationerna
8. Avgörandet
9. Samarbetet
10. Kontaminationen
11. Hämnden
12. Avkomman
13. Förlossningen